# Tadeusz-Kościuszko-Denkmal (Warschau)

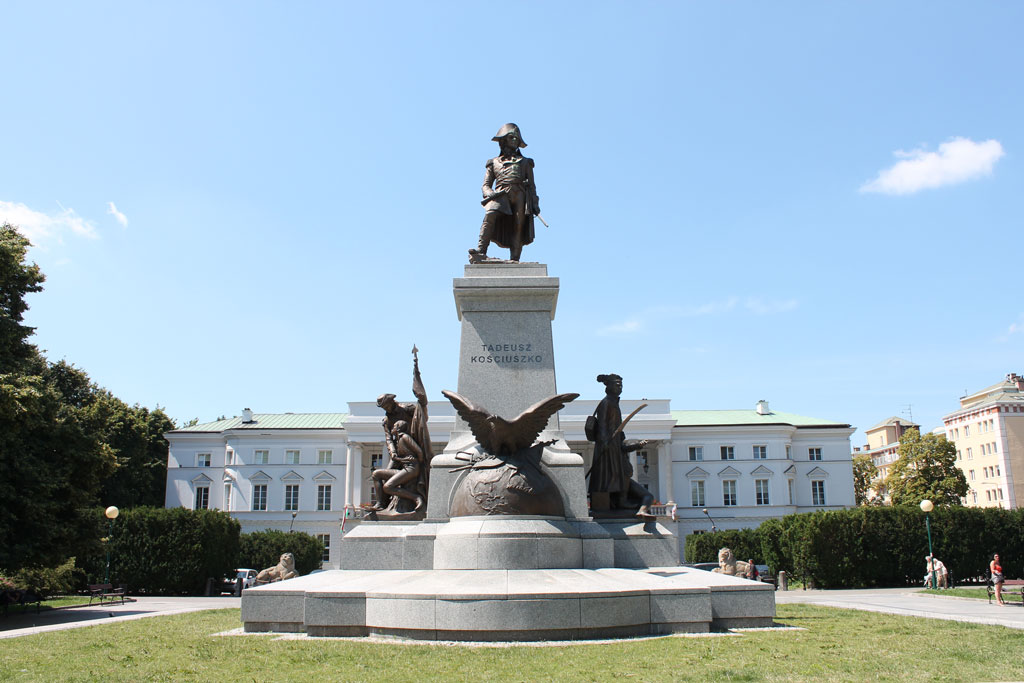
Tadeusz-Kościuszko-Denkmal, 2013

Das Tadeusz-Kościuszko-Denkmal (polnisch Tadeusz Kościuszko Monument) in Warschau steht auf dem Platz hinter dem Eisernen Tor vor dem Lubomirski-Palast in Warschau und stellt den polnisch-amerikanischen Freiheitskämpfer Tadeusz Kościuszko dar. Es handelt sich hierbei um eine Kopie des Tadeusz-Kościuszko-Denkmals, das seit 1910 vor dem Weißen Haus in Washington steht.

## Geschichte
Das ursprüngliche Denkmal wurde 1910 von dem Lemberger Künstler Antoni Popiel geschaffen. Es wurde im gleichen Jahr feierlich vom US-Präsidenten William Howard Taft eröffnet. Es stellt Kościuszko in einer US-Uniform aus der Zeit des Unabhängigkeitskrieges dar und ist im National Register of Historic Places eingetragen. Am Sockel sind Figuren in US-amerikanischen und polnischen Soldatenuniformen aus dem 18. Jahrhundert aufgestellt. Hundert Jahre nach der Aufstellung des Originals wurde in Warschau eine Kopie anstelle des 1991 abgebauten kommunistischen Monuments Den Gefallenen im Dienst und Verteidigung der Volksrepublik Polen aufgestellt.